# Eragrostis desolata
Eragrostis desolata är en gräsart som beskrevs av Georg Oskar Edmund Launert. Eragrostis desolata ingår i släktet kärleksgrässläktet, och familjen gräs. Inga underarter finns listade i Catalogue of Life.